# Johan I av Bourbon
Johan I av Bourbon, född 1381, död 1434, var regerande hertig av Bourbon och greve av Forez 1410-1434, hertig av Auvergne och greve av Montpensier 1416-1434. 
Han ärvde hertigdömet Bourbon av sin far och grevedömet Forez av sin mor. Han tillträdde hertigdömet Auvergne och grevedömet Montpensier genom äktenskap, jure uxoris.